# 臺灣地理中心
23°58′25.9486″N 120°58′55.2886″E / 23.973874611°N 120.982024611°E（1997年台灣大地基準，TWD97，幾乎等同WGS84）

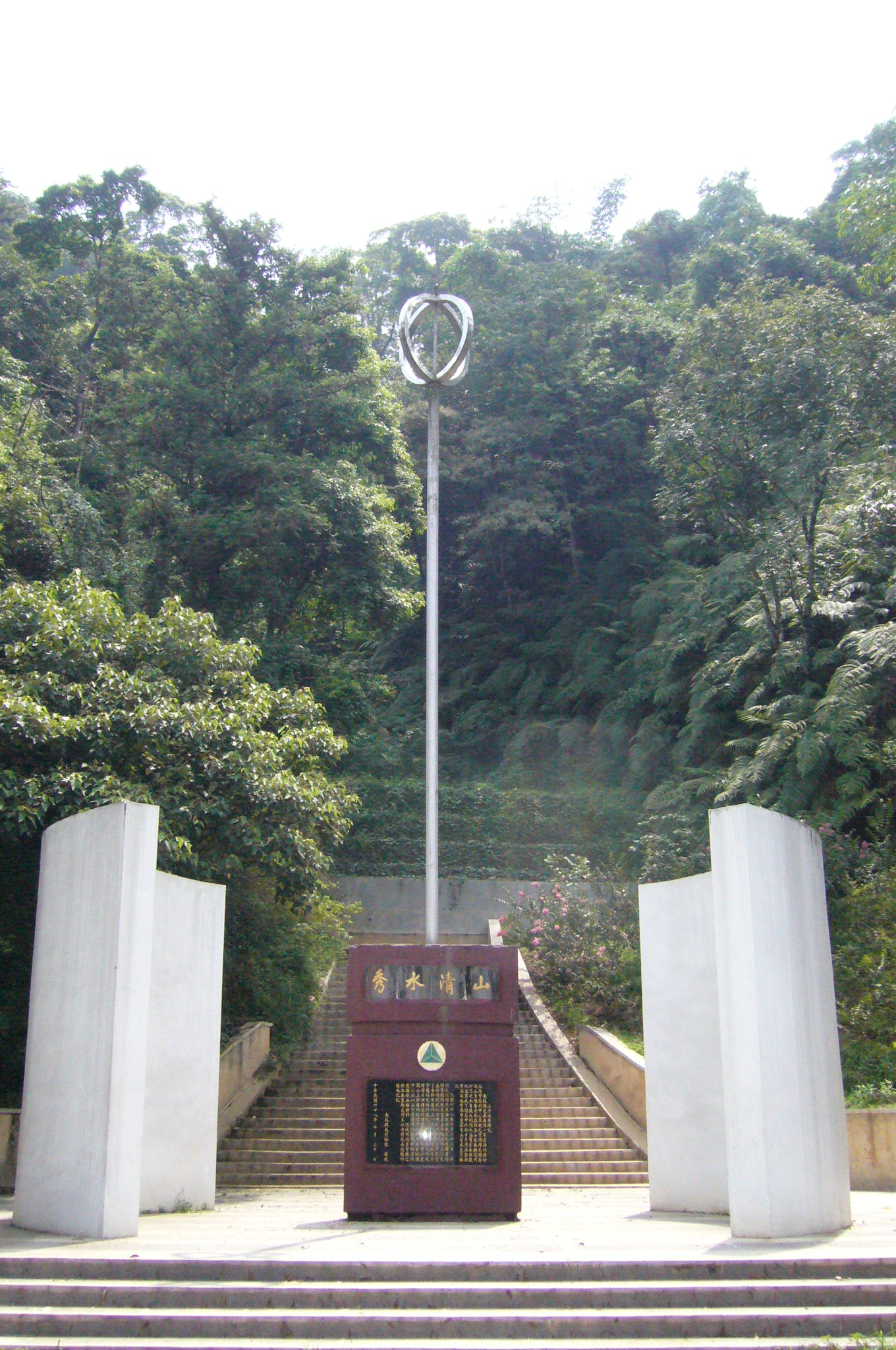
臺灣地理中心碑

臺灣地理中心，是臺灣地理之中心位置，位於南投縣埔里鎮海拔555公尺虎頭山山頂上，並設有一等三角點。此點也為台灣尚未以現代衛星全球大地測量之前，在台灣地區的大地測量基準參考原點，1906–1997年的此點座標數值為：東經120度58分25.9750秒（東經120.9738819度），北緯23度58分32.3400秒（北緯23.97565度）。在以衛星全球大地測量的1997年台灣大地基準（Taiwan Datums 1997，簡記為TWD97，幾乎等同WGS84），座標為東經120度58分55.2886秒，北緯23度58分25.9486秒。
由於此處無任何屏障，可以於此俯瞰埔里盆地，亦因緊鄰埔霧公路，成為遊客觀賞風景之地。
臺灣地理中心碑則位於虎頭山山腳下，與臺灣地理中心的所在位置相距400多級台階，並緊鄰埔霧公路及埔里高工。